# Каакупе
Каакупе́ (исп. Caacupé) — город и муниципалитет в южной части Парагвая, административный центр департамента Кордильера. Является центром епархии Каакупе.

## История
Город основан в 1770 году Карлосом Морфи — губернатором Парагвая, который тогда входил в состав Испанской империи в качестве одной из провинций Вице-королевства Перу.

## География
Каакупе расположен на границе департаментов Кордильера, Сентраль и Парагуари. Расстояние до столицы государства — города Асунсьон — составляет 54 километра по автодороге.